# Джебали, Уоррен
Уоррен Джебали (англ. Warren Jabali; имя при рождении — Уоррен Эдвард Армстронг (англ. Warren Edward Armstrong; 29 августа 1946, Канзас-Сити, штат Канзас — 13 июля 2012, Майами, штат Флорида) — американский профессиональный баскетболист, один из лучших игроков Американской баскетбольной ассоциации, отыгравший семь из девяти сезонов её существования. Чемпион АБА в сезоне 1968/1969 годов в составе клуба «Окленд Окс». В 1997 году был включён в число тридцати игроков, вошедших в символическую сборную всех времён АБА.

## Ранние годы
Уоррен Джебали родился 29 августа 1946 года в городе Канзас-Сити (штат Канзас), его настоящее имя при рождении было Уоррен Эдвард Армстронг, учился в центральной академии повышения квалификации в соседнем одноимённом городе (штат Миссури), в которой играл за местную баскетбольную команду.

## Студенческая карьера
В 1964 году он поступил в Уичитский государственный университет, где в течение четырёх лет играл за студенческую команду «Уичито Стэйт Шокерс», в которой провёл успешную карьеру под руководством Гэри Томпсона, набрав в 78 играх 1303 очка (16,7 в среднем за игру), 839 подборов (10,8) и 429 передач (5,5). Во время учёбы в университете Армстронг сменил свою фамилию на Джебали, чтобы отразить свои африканские корни, которая не имела никакого религиозного подтекста и на языке суахили означала «Скала». Ещё в студенческие годы он проявил себя в качестве талантливого защитника и специалиста по подборам, кроме того отличался удивительной прыгучестью, при росте всего 188 см Джебали мог прикоснуться своим лбом к дужке баскетбольного кольца, которое находилось на высоте десяти футов — 3,05 м. По окончании университета Уоррен стал лидером «Шокерс» по передачам, вторым — по подборам и четвёртым — по очкам, кроме того три года подряд включался в 1-ю сборную всех звёзд конференции MVC.

## Профессиональная карьера
Несмотря на то, что Джебали был одним из лучших игроков конференции Missouri Valley, которая была поставщиком большого числа баскетбольных талантов того времени, он был обделён чрезмерным вниманием со стороны клубов Национальной баскетбольной ассоциации и на драфте НБА 1968 года был выбран всего лишь в четвёртом раунде под общим 44-м номером командой «Нью-Йорк Никс», поэтому он заключил соглашение с клубом соперничающей с НБА Американской баскетбольной ассоциации «Окленд Окс», который также выбрал Уоррена на драфте АБА в том же году.
В своём дебютном сезоне Джебали набирал в среднем за игру 21,5 очка, 9,7 подбора и 3,5 передачи, по его итогам был признан новичком года АБА, а также был включён в сборную новичков лиги. В составе клуба «Окленд Окс» его товарищами по команде были такие звёзды, как Рик Бэрри, Ларри Браун и Даг Мо. В прошлом сезоне «Окс» даже не попали в плей-офф турнира, а заключив контракты со столь звёздными игроками, стали лучшим клубом регулярного чемпионата (60 побед при 18 поражениях). Уоррен почти мгновенно стал игроком стартовой пятёрки и звездой с большой буквы, а в отсутствие травмированного Бэрри, который в середине сезона получил тяжелую травму связок колена, и основным бомбардиром команды Алекса Ханнума. В плей-офф турнира «Окс» имели проблемы только в первом раунде, в котором они с большим трудом переиграли клуб «Денвер Рокетс» со счётом 4-3. В полуфинале и финале «Дубы» легко разобрались с «Нью-Орлеанс Баканирс» (4-0) и «Индиана Пэйсерс» (4-1), а Джебали, набрав 460 очков во всём плей-офф (28,8 очка в среднем за игру) и 166 очков в финале (33,2), был признан самым ценным игроком плей-офф АБА.
В межсезонье команда «Окленд Окс» сменила место дислокации, переехав в Вашингтон, там она стала называться «Вашингтон Кэпс», кроме этого клуб остался без тренера, Алекс Ханнум вернулся в НБА, а на вакантную должность был назначен Эл Бьянки. В следующем сезоне, 10 января 1970 года, Джебали получил травму в проигранном матче против команды «Лос-Анджелес Старз» (106-118) и пропустил вторую половину чемпионата. Правда, несмотря на травму, Уоррен принял участие в своём первом матче всех звёзд АБА, на который получил приглашение накануне по итогам голосования среди спортивных журналистов и телекомментаторов, однако провёл на паркете всего 15 минут, набрав только 4 очка.
Оправившись от травмы, Джебали в межсезонье подписал соглашение с командой «Кентукки Колонелс», однако накануне старта нового сезона, 13 октября 1970 года, менеджер «Колонелс» решил отказаться от его услуг из-за плохих результатов и продал за наличные в «Индиана Пэйсерс», а также выбор в первом раунде драфта. Выступая в составе «Иноходцев», Уоррен решил сосредоточиться на исполнении трёхочковых, реализовав 47 бросков из 163 попыток в 62 матчах (28,8%), а тот сезон оказался худшим в его карьере, в нём он набирал в среднем за игру всего 11,0 очков. Впрочем уже в следующем сезоне, защищая цвета команды «Зе Флоридианс», он увеличил свою результативность почти что вдвое (19,9 очка), кроме того он также приумножил количество точных трёхочковых бросков и попыток, а также процент реализации, забросив 102 трёхи из 285 попыток в 81 матче (35,8%), став вторым по числу трёхочковых, лучшим по попыткам и пятым по проценту реализации.
В межсезонье, в июне 1972 года, по причине плохой посещаемости домашних игр клуба, а также после провала сделки по его переезду в Цинциннати, «Флоридианс» был расформирован, после этого Джебали перебрался в команду «Денвер Рокетс». Будучи игроком «Рокетс», Уоррен по итогам голосования среди главных тренеров команд АБА получил приглашение на свой третий матч всех звёзд АБА. В этой встрече Уоррен провёл на площадке 31 минуту, забив за это время 16 очков и сделав 7 передач, большую часть которых набрал в её последней четверти, тем самым принеся сборной Запада волевую победу, за что был признан самым ценным игроком матча, а сама игра зачастую упоминается в источниках как «Пирушка Джебали» (англ. Jabali's Jamboree). Кроме этого по итогам сезона он впервые был включён в первую сборная всех звёзд АБА. Последний сезон в своей профессиональной карьере Уоррен провёл, будучи игроком «Сан-Диего Конкистадорс», после чего из-за проблем с коленями завершил выступления в возрасте всего 28 лет.
В 1997 году, по случаю 30-й годовщины со дня основания АБА, Уоррен Джебали был включён в символическую сборную лучших баскетболистов ассоциации. Умер Джебали в своём доме во сне в пятницу, 13 июля 2012 года, в городе Майами (штат Флорида) в возрасте 65 лет.